# Список дипломатических миссий в Судане
Данный список нужен для описания внешней политики Судана и содержит страны, которые открыли дипломатические миссии для Судана. В 2018 году у Судана есть 50 посольств как в самом Судане, так и в Египте, Каире

## Посольства
| - Алжир - Бразилия - Канада - Центрально-Африканская Республика - Чад - Китай - Демократическая Республика Конго - Джибути - Египет - Эритрея - Эфиопия - Франция - Германия - Греция - Святой Престол - Индия - Индонезия - Ирак - Италия | - Япония - Иордания - Кения - Южная Корея - Кувейт - Ливан - Ливия - Малайзия - Марокко - Нидерланды - Нигерия - Норвегия - Оман - Пакистан - Палестина - Катар - Румыния - Россия - Руанда | - Саудовская Аравия - Сомали - Южно-Африканская Республика - Южный Судан - Испания - Швеция - Швейцария - Сирия - Тунис - Турция - Уганда - Объединённые Арабские Эмираты - Великобритания - Соединённые Штаты Америки - Венесуэла - Йемен - Зимбабве |

### Другие дипломатические представительства в Хартуме
- Европейский Союз (Делегация)
- Мали (Генеральное консульство)
- Нигер (Генеральное консульство)

## Консульство вПорт-Судан
- Египет (Генеральное консульство)

## Посольства нерезиденты в Каире
| - Аргентина - Австралия - Австрия - Бельгия - Босния и Герцеговина - Камерун - Колумбия - Хорватия - Куба - Республика Кипр - Чехия - Дания - Финляндия | - Венгрия - Ирландия - Мальта - Мексика - Корейская Народно-Демократическая Республика - Парагвай - Польша - Португалия - Сербия - Словакия - Танзания - Украина - Вьетнам |

## Посольство нерезидент вНайроби
| - Танзания |

== Примечания ==
1. ↑  Embassies and Consulates in Sudan | GoAbroad.com. Дата обращения: 24 мая 2018. Архивировано 25 мая 2018 года.
2. ↑  Sudan — Embassies & Consulates. Дата обращения: 19 июля 2019. Архивировано 19 июля 2019 года.